# Adam Gruenfeld
Adam Gruenfeld, slovenski politik, * ?.
Med 16. decembrom 1999 in 29. junijem 2000 je bil državni sekretar Republike Slovenije na Ministrstvu za promet in zveze Republike Slovenije.